# As a Man Thinketh
As a Man Thinketh é um livro de autoaperfeiçoamento e inspiracional, associado ao Movimento Novo Pensamento escrito por James Allen em 1903. Foi descrito pelo autor como "uma obra que lida com o poder do pensamento, e particularmente com o uso e aplicação do pensamento para desfechos bem sucedidos".
James Allen, um dos maiores teóricos e divulgadores do Movimento Novo Pensamento, nos mostra neste clássico que os bons pensamentos, quando disciplinados e sob controle, se transformam em realidade. Este livro nos ensina a adquirir força interior e a dominar nossos pensamentos, para termos uma vida mais saudável, feliz e abundante, que nos conduza à paz, à segurança e ao crescimento interior. Uma pessoa é literalmente o que ela pensa, sendo seu caráter a soma completa de todos os seus pensamentos.
Se você acompanhar as sugestões e os exemplos práticos, você poderá ver que o sucesso e a felicidade estão ao seu alcance: domine seus pensamentos e dominará seu destino. O título foi inspirado em uma passagem bíblica do Livro dos Provérbios, Cap. 23:7 “como imaginou na sua alma, assim é;”.
O livro foi considerado um dos dez best sellers de autoajuda de todos os tempos pela revista The Christian Science Monitor.